# Marc Castrici
Marc Castrici (en llatí Marcus Castricius) era el magistrat en cap de la ciutat de Placentia que es va negar a donar ostatges a Gneu Papiri Carbó quan aquest es va presentar davant de la ciutat l'any 84 aC. Ho explica Valeri Màxim.